# Zoogoneticus tequila
Espèce
Statut de conservation UICN

 EN  : En danger
Zoogoneticus tequila est une espèce de poissons d'eau douce de la famille des Goodeidae.

## Répartition
Zoogoneticus tequila est endémique du Mexique. Il ne se rencontre que dans le río Teuchitlán (ceb) (bassin du río Ameca, État de Jalisco).

## Description
La longueur totale de Zoogoneticus tequila peut atteindre 60 mm pour les mâles et 80 mm pour les femelles.

## Population
L'Union internationale pour la conservation de la nature classe cette espèce comme "En danger" (EN). Lors de sa description en 1998, cette espèce était considérée comme quasiment éteinte à l'état sauvage, notamment en raison de la fragmentation de son habitat, de la pollution, des perturbations causées par le bétail et de la concurrence d'espèces de poissons non indigènes (qui représentaient en 2017 95 % des individus). Toutefois un projet de réintroduction mené par l'université Michoacán et initié en 2016 a permis de ramener ce poisson dans son habitat naturel et la population actuelle, en croissance, est de 80 à 120 individus matures.

## Zoogoneticus tequilaet l'Homme
Ce poisson peut aussi être élevé en aquarium.

## Galerie

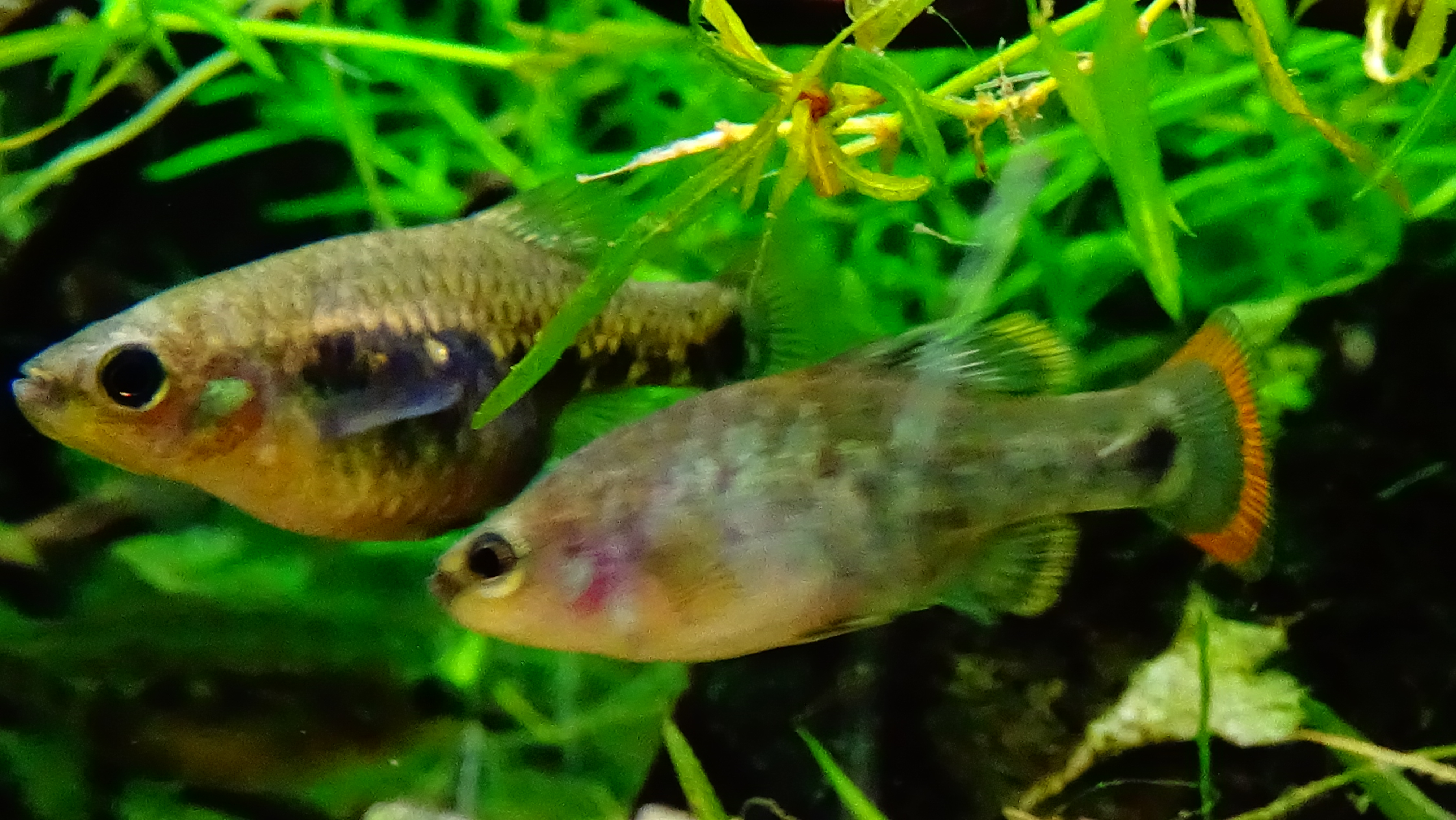
Couple, femelle à gauche.
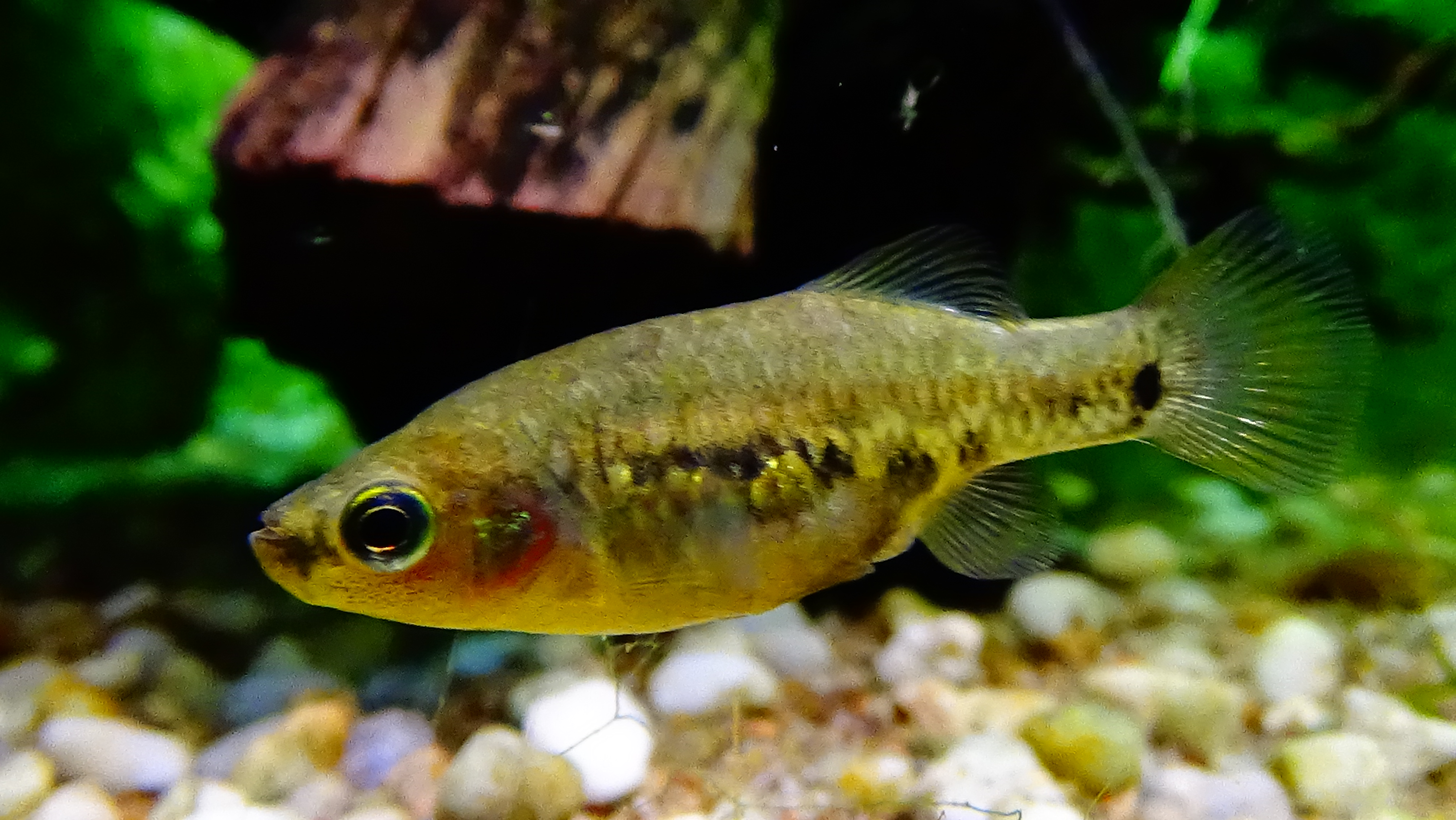
Femelle.
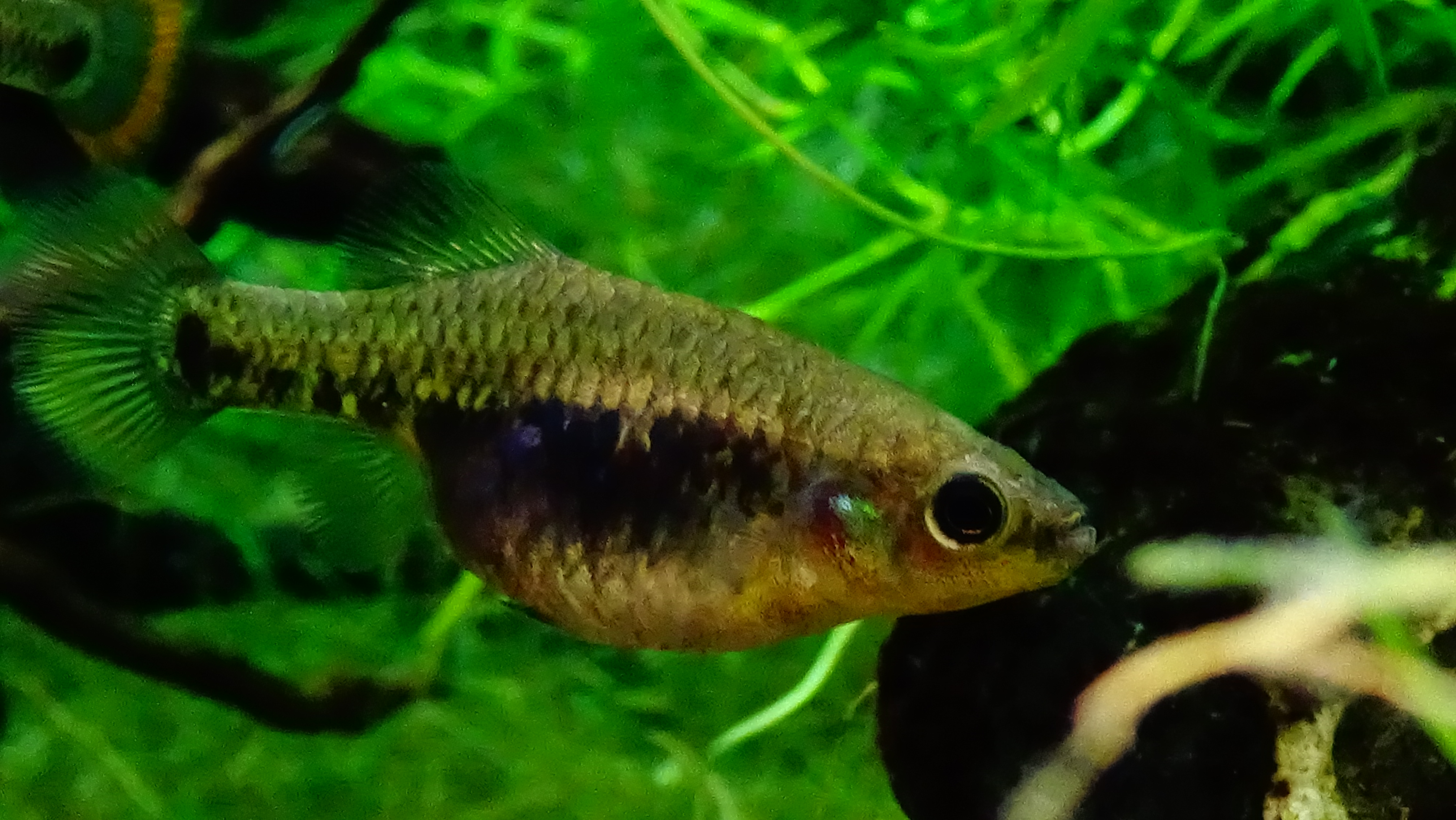
Femelle gravide sur le point d'expulser ses jeunes.
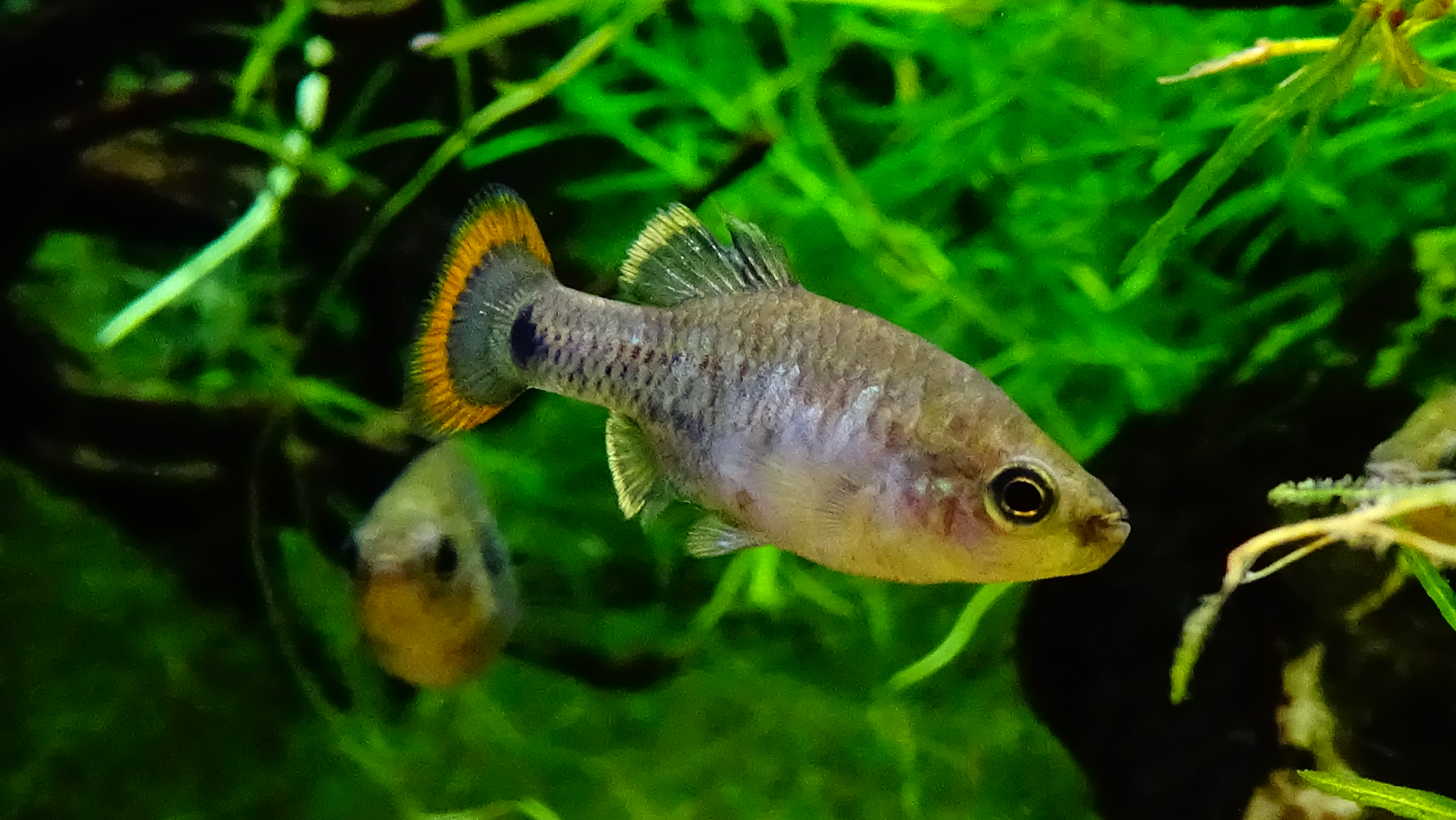
Mâle.

## Systématique
Le nom valide complet (avec auteur) de ce taxon est Zoogoneticus tequila Webb (d) & Miller, 1998.
Ce poisson porte le nom vernaculaire anglais de Tequila splitfin.

### Étymologie
Son épithète spécifique, tequila, fait référence au volcan de Tequila (2 920 m) qui se trouve dans les environs de la localité type de cette espèce.

### Publication originale
- (en) S. A. Webb et R. R. Miller, « Zoogoneticus tequila, a new goodeid fish (Cyprinodontiformes) from the Ameca drainage of Mexico, and a rediagnosis of the genus », Occasional papers of the Museum of Zoology, University of Michigan, Ann Arbor, no 725,‎ 1998, p. 1-23 (ISSN 0076-8413).